# Физкультпауза
Физкультпа́уза (сокращение от физкульту́рная па́уза) — советский специальный вид лечебной физической культуры на производстве. Целью физкультпаузы является повышение эффективности труда на производстве, которого достигают двумя методами — профилактическим и лечебно-корригирующим.

## Суть
Профилактический метод заключается в ускорении восстановительного периода (отдыха), путём переключения активности (активного отдыха), разгрузке центральной нервной системы, ускорении кровообращения и дыхания, активизации неучаствовавших в труде мышц и оставлении в относительном покое участвовавших мышц. Лечебно-корригирующий метод заключается в устранении последствий разрушения здоровья, возникших из-за вредных условий труда на производстве и положения тела (сколиоз, варикоз, ревматизм).
Работу по лечебной физической культуре на производстве проводит особое Бюро физической культуры. Методы лечебной физической культуры устанавливаются в зависимости от условий труда на каждом отдельном производстве. Упражнения подбирают, учитывая возраст, пол, состояние здоровья и вреда производства (особенности профессии, рабочие позы, рабочие движения).
Работа по лечебной физической культуре на производстве подразделяется на 3 этапа: а) перед работой; б) во время перерыва в работе; в) после работы. Перед работой (сразу после сна, ещё дома) делают «вводную» гимнастику («зарядку»), которая призвана ускорить вхождение организма в интенсивный производственный процесс, задать ритм. Физкультпауза во время перерыва в работе состоит из 5—8 корригирующих упражнений (потягивание, расширение грудной клетки, упражнения, ускоряющие кровообращение и дыхание) и проводят в течение 5—10 минут. После работы проводят «выводную» гимнастику («разрядку»), которая нацелена на отдых, разгрузку нервной системы, выпрямление тела, улучшение настроения и расслабление — плавание в бассейне после рабочего времени, сдача норм ГТО в выходные дни, пешеходный туризм во время отпускных дней.

## В искусстве
- В фильме 1978 года «Уходя — уходи» показана «физкультпауза» в бухгалтерии.